# Ordine dei Cavalieri del Ferro d'oro e d'argento
L'Ordine dei Cavalieri del Ferro d'oro e d'argento era un ordine cavalleresco francese.

## Storia
Venne istituito a Parigi nel 1414 da Giovanni I di Borbone, duca di Borbone per benevolenza verso la donna amata.
I membri, in numero di sedici, portavano la domenica un ferro d'oro da prigioniero alla gamba destra se cavalieri e d'argento se scudieri. Dovevano battersi con diversi tipi di armi, a scelta dell'avversario. Tutti i cavalieri dovevano ascoltare una messa in onore della Vergine e, se tornavano vincitori, fare dire una messa e mettere un cero in perpetuo.
L'Ordine si estinse nel 1434 alla morte del fondatore.